# Кирсаново (Западно-Казахстанская область)
Кирсаново (каз. Кирсаново) — село в Зеленовском районе Западно-Казахстанской области Казахстана. Входит в состав Январцевского сельского округа. Код КАТО — 274479200.

## География
Село расположено на правом берегу реки Урал (протока Старый Урал) в 6 километрах от казахстанско-российской границы.

## История
Станица Кирсановская входила в 1-й Уральский военный отдел Уральского казачьего войска.
До 1985 года в селе действовал колхоз имени Панфилова (после укрупнения в 1985 году — колхоз «Путь к коммунизму» с усадьбой в селе Январцево), в котором трудился Герой Социалистического Труда комбайнёр Сагидулла Исаевич Нургалиев.

## Население
В 1999 году население села составляло 592 человека (278 мужчин и 314 женщин). По данным переписи 2009 года, в селе проживало 435 человек (208 мужчин и 227 женщин).

## Известные уроженцы
В селе родился Герой Советского Союза Григорий Чумаев и академик Харченко.